# 重慶馮玉祥舊居
重慶馮玉祥舊居包括兩處，一處在重慶市巴縣虎溪區陳家橋白鶴村（今屬沙坪壩區）、一處在沙坪壩區歇台子「抗倭樓」（現屬九龍坡區），文物遺址年代為現代，1987年1月23日列為重慶市第二批市級文物保護單位初定名單。1992年3月19日「抗倭樓」列為重慶市第二批市級文物保護單位。2000年9月7日列為第一批重慶市文物保護單位。